# Exostema caribaeum
Exostema caribaeum là một loài thực vật có hoa trong họ Thiến thảo. Loài này được (Jacq.) Schult. mô tả khoa học đầu tiên năm 1819.